# Красновецкий, Владислав
Владислав Красновецкий (пол. Władysław Krasnowiecki; 4 января 1900, Краков — 14 февраля 1983, Варшава) — польский актёр театра и кино, режиссёр, педагог. Лауреат Государственной премии ПНР (1955, 1966).

## Биография
В 1921 году окончил школу драматического искусства в Кракове. В 1928 г. сдал экстерном экзамены на режиссёра.
В межвоенный период выступал на сцене Краковского драматического театра им. Ю. Словацкого (1918—1922, 1923—1925, 1928—1930) и Театра Народового и Камерного театра в Варшаве.
После присоединение Западной Украины и Западной Белоруссии к СССР в 1939 г. оказался во Львове, был участником Народного Собрания Западной Украины. В конце 1940 г. — член Центральной избирательной комиссии по выборам депутатов трудящихся.
Во время Великой Отечественной войны находился на территории СССР, вступил в массовую организацию польской эмиграции на территории СССР — Союз польских патриотов.
Руководил фронтовым театром польских армейских подразделений в СССР, который в 1944 г. был реорганизован в Театр Войска Польского.
После окончания войны работал директором и художественным руководителем варшавского Театра Народового (1949—1951). В 1946—1947 и после 1949 преподавал в государственной Высшей театральной школе в Варшаве, в 1963—1967 — проректор, а в 1955—1957 и 1967—1970 — ректор Высшей театральной школы.
В 1965—1970 — президент объединения польских артистов театра, кино, радио и телевидения.
Снимался в кино с 1929 г.
Похоронен в Варшаве на кладбище Воинские Повонзки.

## Роли в кино
- 1942 — Первая любовь Костюшко
- 1942 — Как закалялась сталь — немецкий офицер
- 1942 — Партизаны в степях Украины — Борис Соломонович, доктор
- 1942 — Боевой киносборник № 9. Квартал № 14 — поляк
- 1950 — Непокорённый город — польский генерал
- 1953 — Пятеро с улицы Барской — Новак, начальник строительства
- 1953 — Солдат Победы — солдат
- 1956 — Дело пилота Мареша — Модраковский, директор авиакомпании «Lot»
- 1960 — Встречи во мраке
- 1961 — Действительность — Свентоянский, начальник полиции
- 1962 — Девушка из хорошей семьи — профессор Коссаковский, отец Иоанны
- 1964 — Прерванный полёт — ксёндз
- 1966 — Марыся и Наполеон — Малаховский
- 1966 — Бумеранг — германист, учитель Эвы
- 1966 — Визит на закате (короткометражный) — граф, любовник
- 1969 — Приключения пана Михала (ТВ-сериал) — кардинал.

## Награды
- Орден «Крест Грюнвальда» 3-й степени (1945)
- орден Знамени Труда 2-й степени (1949)
- орден Знамени Труда 1-й степени (1955)
- Государственная премия ПНР II степени (за роль Бартоломея в спектакле «Театр Клары Газуль») (1955)
- Орден Строителей Народной Польши (1964)
- Государственная премия ПНР I степени (за многолетнюю театральную и телевизионную деятельность) (1966)
- Премия Министерства обороны ПНР I степени (1973)
- Юбилейная медаль «30 лет Народной Польши» (1974)
- Премия столичного города Варшава (1979)